# Acronyctodes insignita
Acronyctodes insignita är en fjärilsart som beskrevs av Edwards 1884. Acronyctodes insignita ingår i släktet Acronyctodes och familjen mätare. Inga underarter finns listade i Catalogue of Life.